# Physcomitrium pusillum
Physcomitrium pusillum är en bladmossart som beskrevs av Wilson in J. D. Hooker 1854. Physcomitrium pusillum ingår i släktet huvmossor, och familjen Funariaceae. Inga underarter finns listade i Catalogue of Life.